# Molophilus arisanus
Molophilus arisanus är en tvåvingeart som beskrevs av Alexander 1923. Molophilus arisanus ingår i släktet Molophilus och familjen småharkrankar.
Artens utbredningsområde är Taiwan. Inga underarter finns listade i Catalogue of Life.